# Flaga Salwadoru
Flaga Salwadoru składa się z trzech poziomych pasów: błękitnego, białego i błękitnego. Na środku białego pasa umieszczone jest godło Salwadoru.
Godło przedstawia masoński trójkąt – symbol równości, którego trzy kąty symbolizują trzy władze państwowe – ustawodawczą, wykonawczą i sądowniczą. Wokół niego napis „Republica de El Salvador en la America Central”. Pięć wulkanów to pięć państw dawnej federacji położonych między Atlantykiem i Pacyfikiem. W trójkącie są symbole wolności (czapka frygijska), ideałów ludu (złote promienie) i pokoju (tęcza). Dewiza Dios, Union, Libertad (hiszp. „Bóg, Jedność, Wolność”) odzwierciedla wiarę w Boga, harmonię w rodzinie i wolność ludu. Czternaście grup liści oznacza 14 departamentów kraju.
Istnieją również bandera cywilna oraz alternatywna flaga narodowa bez herbu, a jedynie ze złotym napisem „Dios, Union, Libertad” (hiszp. „Bóg, Jedność, Wolność”) w środku.

## Historia
Flaga Salwadoru została przyjęta 15 listopada 1912, później powtórnie zatwierdzona 27 września 1973. Swoim wyglądem nawiązuje do flagi Zjednoczonych Prowincji Ameryki Środkowej, którą Salwador używał w latach 1822–1865.
W latach 1865–1912 obowiązywała inna flaga zbliżona wyglądem do flagi Stanów Zjednoczonych.

## Konstrukcja i wymiary
Proporcje flagi Salwadoru wynoszą 3:5.

Flaga Salwadoru 1865–1869
Flaga Salwadoru 1869–1873
Flaga Salwadoru 1873–1875
Flaga Salwadoru 1875–1877
Flaga Salwadoru 1877–1912